# NHL (1965/1966)
Sezon NHL 1965-1966 – 49. sezon ligi NHL. Sześć zespołów rozegrało po 70 meczów w sezonie zasadniczym. Puchar Stanleya zdobyła drużyna Montreal Canadiens. 

## Sezon zasadniczy
M = Mecze, W = Wygrane, P = Przegrane, R = Remisy, PKT = Punkty, GZ = Gole Zdobyte, GS = Gole Stracone, KwM = Kary w Minutach
| Drużyna             | M  | W  | P  | R  | PKT | GZ  | GS  | KwM |
| ------------------- | -- | -- | -- | -- | --- | --- | --- | --- |
| Montreal Canadiens  | 70 | 41 | 21 | 8  | 90  | 239 | 173 | 884 |
| Chicago Black Hawks | 70 | 37 | 25 | 8  | 82  | 240 | 187 | 815 |
| Toronto Maple Leafs | 70 | 34 | 25 | 11 | 79  | 208 | 187 | 811 |
| Detroit Red Wings   | 70 | 31 | 27 | 12 | 74  | 221 | 194 | 804 |
| Boston Bruins       | 70 | 21 | 43 | 6  | 48  | 174 | 275 | 787 |
| New York Rangers    | 70 | 18 | 41 | 11 | 47  | 195 | 261 | 894 |

### Najlespi strzelcy
| Zawodnik       | Drużyna             | Mecze | Bramki | Asysty | Punkty | Kary w minutach |
| -------------- | ------------------- | ----- | ------ | ------ | ------ | --------------- |
| Bobby Hull     | Chicago Black Hawks | 65    | 54     | 43     | 97     | 70              |
| Stan Mikita    | Chicago Black Hawks | 68    | 30     | 48     | 78     | 58              |
| Bobby Rousseau | Montreal Canadiens  | 70    | 30     | 48     | 78     | 20              |
| Jean Beliveau  | Montreal Canadiens  | 67    | 29     | 48     | 77     | 50              |
| Gordie Howe    | Detroit Red Wings   | 70    | 29     | 46     | 75     | 83              |

## Playoffs

### Półfinały
| Montreal Canadiens - Toronto Maple Leafs                   | Montreal Canadiens - Toronto Maple Leafs | Montreal Canadiens - Toronto Maple Leafs | Montreal Canadiens - Toronto Maple Leafs | Montreal Canadiens - Toronto Maple Leafs | Montreal Canadiens - Toronto Maple Leafs |
| Data                                                       | Wyjazd                                   | Wyjazd                                   | Dom                                      | Dom                                      |                                          |
| ---------------------------------------------------------- | ---------------------------------------- | ---------------------------------------- | ---------------------------------------- | ---------------------------------------- | ---------------------------------------- |
| 7 kwietnia                                                 | Toronto                                  | 3                                        | 4                                        | Montreal                                 |                                          |
| 9 kwietnia                                                 | Toronto                                  | 0                                        | 2                                        | Montreal                                 |                                          |
| 12 kwietnia                                                | Montreal                                 | 5                                        | 2                                        | Toronto                                  |                                          |
| 14 kwietnia                                                | Montreal                                 | 4                                        | 1                                        | Toronto                                  |                                          |
| Montreal wygrał 4:0 i awansował do finału Pucharu Stanleya |                                          |                                          |                                          |                                          |                                          |

| Chicago Blackhawks - Detroit Red Wings                      | Chicago Blackhawks - Detroit Red Wings | Chicago Blackhawks - Detroit Red Wings | Chicago Blackhawks - Detroit Red Wings | Chicago Blackhawks - Detroit Red Wings | Chicago Blackhawks - Detroit Red Wings |
| Data                                                        | Wyjazd                                 | Wyjazd                                 | Dom                                    | Dom                                    |                                        |
| ----------------------------------------------------------- | -------------------------------------- | -------------------------------------- | -------------------------------------- | -------------------------------------- | -------------------------------------- |
| 7 kwietnia                                                  | Detroit                                | 1                                      | 2                                      | Chicago                                |                                        |
| 10 kwietnia                                                 | Detroit                                | 7                                      | 0                                      | Chicago                                |                                        |
| 12 kwietnia                                                 | Chicago                                | 2                                      | 1                                      | Detroit                                |                                        |
| 14 kwietnia                                                 | Chicago                                | 1                                      | 5                                      | Detroit                                |                                        |
| 17 kwietnia                                                 | Detroit                                | 5                                      | 3                                      | Chicago                                |                                        |
| 19 kwietnia                                                 | Chicago                                | 2                                      | 3                                      | Detroit                                |                                        |
| Detroit wygrało 4:2 i awansowało do finału Pucharu Stanleya |                                        |                                        |                                        |                                        |                                        |

### Finał Pucharu Stanleya
| Montreal Canadiens - Detroit Red Wings       | Montreal Canadiens - Detroit Red Wings | Montreal Canadiens - Detroit Red Wings | Montreal Canadiens - Detroit Red Wings | Montreal Canadiens - Detroit Red Wings | Montreal Canadiens - Detroit Red Wings |
| Data                                         | Wyjazd                                 | Wyjazd                                 | Dom                                    | Dom                                    |                                        |
| -------------------------------------------- | -------------------------------------- | -------------------------------------- | -------------------------------------- | -------------------------------------- | -------------------------------------- |
| 24 kwietnia                                  | Detroit                                | 3                                      | 2                                      | Montreal                               |                                        |
| 26 kwietnia                                  | Detroit                                | 5                                      | 2                                      | Montreal                               |                                        |
| 28 kwietnia                                  | Montreal                               | 4                                      | 2                                      | Detroit                                |                                        |
| 1 maja                                       | Montreal                               | 2                                      | 1                                      | Detroit                                |                                        |
| 3 maja                                       | Detroit                                | 1                                      | 5                                      | Montreal                               |                                        |
| 5 maja                                       | Montreal                               | 3                                      | 2                                      | Detroit                                |                                        |
| Montreal wygrał 4:2 i zdobył Puchar Stanleya |                                        |                                        |                                        |                                        |                                        |

## Nagrody
| Art Ross Trophy:              | Bobby Hull, Chicago Blackhawks                     |
| Calder Memorial Trophy:       | Brit Selby, Toronto Maple Leafs                    |
| Hart Memorial Trophy:         | Bobby Hull, Chicago Blackhawks                     |
| Lady Byng Memorial Trophy:    | Alex Delvecchio, Detroit Red Wings                 |
| Vezina Trophy:                | Gump Worsley und Charlie Hodge, Montreal Canadiens |
| James Norris Memorial Trophy: | Jacques Laperriere, Montreal Canadiens             |
| Conn Smythe Trophy:           | Roger Crozier, Detroit Red Wings                   |